# دينيس بويارينتسيف
دينيس بويارينتسيف (بالروسية: Денис Константинович Бояринцев)‏ (6 فبراير 1978 بموسكو في روسيا - ) هو مدرب كرة قدم ولاعب كرة قدم روسي في مركز الوسط. شارك مع منتخب روسيا لكرة القدم. أما مع النوادي، فقد لعب مع توربيدو موسكو وتوم تومسك وروبين كازان وسبارتاك موسكو وشينيك ياروسلافل وFC Zhemchuzhina-Sochi ‏ وFC MEPhI Moscow ‏ وFC Servis-Kholod-Smena Moscow ‏ ونادي ساتورن رامنسكوي وFC Nosta Novotroitsk ‏.

## وصلات خارجية
- دينيس بويارينتسيف على موقع الاتحاد الأوربي (الإنجليزية)
- دينيس بويارينتسيف على موقع قاعدة بيانات كرة القدم.إي يو (الإنجليزية)
- دينيس بويارينتسيف على موقع ناشيونال فوتبول تيمز (الإنجليزية)
- دينيس بويارينتسيف على موقع Soccerway.com (الإنجليزية)